# Fatima-Zahra El Allami
Fátima-Zahra El Allami (Meknes, 26 de marzo de 1989) es una tenista marroquí, profesional de 2007 a 2013.

## Carrera
Fatima-Zahra El Allami obtuvo medalla de oro por equipos mixtos en la Copa Africana de Naciones (CAN) en 2006 en Túnez.
En los Juegos Panárabes de 2007 en El Cairo, Fatima-Zahra El Allami recibió medalla de oro en individuales femeninos y de bronce en dobles femeninos y por equipos. El mismo año, fue medalla de oro en dobles femeninos y equipo mixto y medalla de bronce en individuales femeninos en la Copa Africana de Naciones en Rabat. Ganó en la CAN 2008 la plata en individual femenino, el oro en dobles femenino y el oro en equipo femenino.
Fue medalla de bronce en dobles femeninos con Nadia Lalami en los Juegos Mediterráneos de 2009 en Pescara. En la Copa Africana de Naciones de 2009 en El Cairo, ganó el torneo de individuales al vencer a la tunecina Ons Jabeur en la final, así como el torneo de dobles con Nadia Lalami. También fue medalla de plata en el equipo femenino. Estos resultados la llevaron a ser elegida mejor deportista marroquí del año en 2009 por el departamento de deportes de la Agencia de Prensa del Magreb Árabe. Finalizará como segunda mejor deportista marroquí del año en 2010, tras obtener tres medallas de oro en individual femenino, dobles femenino y equipo femenino en la Copa Africana de Naciones de Trípoli.
Se coronó campeona africana en dobles femeninos en 2012 con Nadia Lalami. Durante esta CAN 2012, también fue medalla de plata en el equipo femenino y medalla de bronce en individual femenino.